# Pachnobia imperita
Pachnobia imperita là một loài bướm đêm trong họ Noctuidae.